# Emmanuelle Duboc
Emmanuelle Duboc (1 de enero de 1980) es una deportista francesa que compitió en snowboard. Ganó una medalla de plata en el Campeonato Mundial de Snowboard de 2001, en la prueba de campo a través.

## Medallero internacional
| Campeonato Mundial | Campeonato Mundial            | Campeonato Mundial | Campeonato Mundial |
| Año                | Lugar                         | Medalla            | Competición        |
| ------------------ | ----------------------------- | ------------------ | ------------------ |
| 2001               | Madonna di Campiglio (Italia) | Medalla de plata   | Campo a través     |